# Blaubartspint
Der Blaubartspint (Nyctyornis athertoni) ist ein Vogel aus der Familie der Bienenfresser. Er hat eine Länge von 36 cm, ist grün und hat einen langen, schmalen und leicht gebogenen Schnabel. Sein Gefieder ist grasgrün mit einer blaugrünen Stirn. Auf der Unterseite sind hellblaue lange Federn an seiner Kehle, die auffällig zu sehen sind, besonders wenn er singt. Beide Geschlechter sehen gleich aus.

## Vorkommen
Er lebt auf der Malaiischen Halbinsel und in den Westghats in Indien.

## Brutzeit
Er brütet von Februar bis August, vor allem aber im April und im Mai. Er legt vier bis sechs weiße, runde und leicht glänzende Eier von 28 × 30 mm Größe. Beide Geschlechter kümmern sich um die Jungen.